# Łukasz Simlat
Łukasz Simlat (nacido el 11 de diciembre de 1977) es un actor polaco. Ha aparecido en más de 60 películas y programas de televisión desde 2000.

## Biografía
Simlat se graduó de la escuela secundaria Emilii Plater en Sosnowiec. Durante dos años asistió al estudio de actuación en Dorota Pomykała y Danuta Owczarek en Katowice. En 2000 se graduó de la Academia de Teatro de Varsovia (sin diploma).
Después de su graduación, actuó como invitado en varios teatros sin un trabajo permanente. Desde el 3 de diciembre de 2007, fue actor de tiempo completo en el Teatro Universal de Varsovia. En 2012, gracias a Agnieszka Glińska, se convirtió en miembro del equipo artístico del estudio de teatro de Varsovia .
Sus logros artísticos teatrales han sido reconocidos y premiados repetidamente. Los críticos enfatizan la riqueza de los medios artísticos que este actor puede mostrar y usar para crear varios personajes, a menudo completamente contrastantes.
En el año 2013 trabajó en la película Amarás al prójimo.